# Championnat de Suisse de combiné nordique 2001
Le championnat de Suisse de combiné nordique 2001 s'est déroulé le 24 mars 2001 à Saint Moritz. La course de fond, qui était un sprint de 15 kilomètres, a couronné Andy Hartmann.

## Résultats
| Rang | Athlète           |
| ---- | ----------------- |
| 1    | Andreas Hartmann  |
| 2    | Ronny Heer        |
| 3    | Andreas Hurschler |
| 4    | Christoph Engel   |
| 5    | Urs Kunz          |
| 6    | Roger Kamber      |
| 7    | Jan Schmid        |
| 8    | Pascal Meinherz   |
| 9    | Ivan Rieder       |
| 10   | Lucas Vonlanthen  |

## Sources
- (de) Cet article est partiellement ou en totalité issu de l’article de Wikipédia en allemand intitulé « Schweizer Meisterschaften in der Nordischen Kombination 2001 » (voir la liste des auteurs).